# Тулица (волейбольный клуб)
«Тулица» (до 1993 — «Буревестник», 1993—1995 — ТСТ, 1995—2005 — «Тулица-Туламаш») — российский женский волейбольный клуб из Тулы.

## Достижения
- В чемпионатах России среди команд суперлиги лучший результат — 5-е место (2022).
- Бронзовый призёр Кубка России 2002.

## История

### Тульский волейбол в 1957—1975
Волейбол получил распространение в Туле еще в 30-е годы XX века. После Великой Отечественной войны эта игра в регионе стала ещё более популярной и тульские команды считались одними из сильнейших в РСФСР. В 1957 году женская команда «Труд» выиграла звание чемпиона РСФСР. В 1967 «Труд», выступавший в республиканских соревнованиях, возглавил тренер Сергей Лазаревич Белич, а через два года команду под своё покровительство взял завод «Пластик» из города Узловая Тульской области. По своему спонсору была переименована и команда.
В 1971 «Пластик» (Тула) дебютировал в чемпионате СССР, заняв 7-е место во втором по значимости дивизионе. В 1972 «Пластик» под руководством тренера С. Л. Белича стал третьим в 1-й группе и вышел в высшую лигу, где дебютировал в 1973 году. В первом же своём матче среди сильнейших женских волейбольных команд СССР (9 января 1973) тулячки обыграли краснодарское «Динамо» 3:1, а затем поставили на грань поражения действующего чемпиона страны московское «Динамо», ведя в матче 2:0, но победу не удержали, проиграв 2:3. В последующих 20 матчах «Пластик» победил лишь дважды, заняв в итоге 11-е (предпоследнее) место, а в последовавшей серии переходных матчей, проводившихся до двух побед одного из соперников, уступил свердловской «Уралочке», возглавлявшейся Николаем Карполем. В первом поединке тулячки победили 3:1, а затем дважды проиграли с одинаковым счётом 2:3 и покинули высшую лигу. В последующих двух сезонах «Пластик» претендовал на возвращение в число сильнейших команд СССР, но в 1974 году занял только 3-е место в 1-й группе, а в 1975 — 8-е в переходном турнире команд высшей лиги и 1-й группы. На этом история «Пластика» закончилась.

### 1991—2002
В 1991—1992 годах тульская команда «Буревестник» принимала участие во всероссийских отборочных турнирах за выход в первую лигу (неофициальное название — вторая лига чемпионата СССР), а в сезоне 1992—1993 дебютировала в чемпионате России, заняв 3-е место в первой лиге (третий по значимости дивизион) и получив повышение в классе. С 1993 тульская команда ТСТ (так стала называться по новому спонсору — компании «Туластройтранс») выступала в высшей лиге «Б»
В 1995 году тульская команда получила нового спонсора — акционерную компанию «Туламашзавод». Команда стала именоваться «Тулица-Туламаш» (Тулица — река, протекающая по Туле и по которой вероятно получил название город). С 1996 тульские волейболистки стали выступать в высшей лиге чемпионата России, но вплоть до 2001 выше 5-го места в ней не поднимались. В сезоне 2001—2002 уже в высшей лиге «А» (как стал именоваться второй по значимости дивизион) к тулячкам пришёл долгожданный успех. Показав выдающийся результат (32 победы в 32 матчах) «Тулица-Туламаш» вышла в суперлигу отечественного женского волейбола, повторив успех землячек из «Пластика» 30-летней давности.

### 2002—2009. Взлёты и падения
В своём дебютном сезоне в группе сильнейших российских клубов «Тулица-Туламаш» под руководством тренера Юрия Пастухова (работал ещё ассистентом Белича в «Пластике») заняла 9-е место среди 13 команд. В следующем сезоне руководство ВК «Тулица» с целью показать более высокий результат серьёзно обновило команду, пригласив сразу 7 новых волейболисток, оставив из прежнего состава 5 спортсменок. В числе приглашённых были румынская связующая Луминица Тромбиташ, белоруска Шевченко, а также ряд известных российских игроков. На пост наставника был назначен местный специалист А. Смирнов, ранее неплохо зарекомендовавший себя в работе с мужской молодёжной сборной России. Хорошо укомплектованная команда сезон неожиданно провалила, заняв лишь 12-е (предпоследнее) место и выбыла в высшую лигу «А». Несмотря на эту неудачу, сразу две волейболистки «Тулицы» — центральная блокирующая Ирина Сухова и либеро Наталья Гладышева — получили приглашение в сборную России и в её составе приняли участие в отборочном турнире чемпионата Европы.
Пребывание в высшей лиге «А» для «Тулицы-Туламаша» продлилось лишь сезон (2004/2005). Заняв 3-е место в финальном этапе второго по значимости дивизиона, тульские волейболистки вернули себе место в суперлиге ввиду того, что ставший в финале вторым хабаровский «Аурум», являвшийся фарм-командой «Самородка», отказался от повышения в классе.
Перед стартом чемпионата России 2005/2006 «Тулица» (название было сокращено из-за прекратившегося сотрудничества с «Туламашзаводом») сделала два громких приобретения. Команду пополнили две польские волейболистки, чемпионки Европы в составе сборной Польши Малгожата Немчик-Вольская и Агата Карчмаржевская. В остальном состав не претерпел больших изменений за исключением главного тренера, которым назначен Анатолий Овсянников. На предварительной стадии «Тулица» стала 7-й, а в четвертьфинале плей-офф уступила подмосковному «Заречью-Одинцово» 1-2 (1:3, 3:2, 0:3). В турнире за 5-8 места тульская команда проиграла трижды в трёх матчах и закончила сезон на 8-й позиции.
В сезоне 2006/2007 «Тулицу» постиг серьёзный кризис из-за прекращения спонсорского финансирования. Одержав за весь сезон лишь 5 побед в 25 матчах, команда заняла последнее 12-е место. Решением Исполкома Всероссийской федерации волейбола ей, как и ставшей 11-й «Уралочке», было сохранено место в суперлиге, но оставшаяся без средств команда вынуждена была опуститься в высшую лигу «Б», где играла её фарм-команда. В 2009 году волейбольный клуб «Тулица» объявил о прекращении деятельности и расформировании команды.

### Возрождение
В 2012—2014 в высшей лиге «Б» чемпионата России играла «Новомосковочка» из Новомосковска Тульской области, а в 2014—2016 — ЦСП ШВСМ из Тулы. В июле 2016 года было объявлено о возрождении команды «Тулица» и включении её в высшую лигу «Б» чемпионата России. Главным тренером была назначена бывшая волейболистка команды, мастер спорта Екатерина Леонова. Изъявили желание выступать за команду опытные Алина Елизарова, Анастасия Щуринова (Коновалова), Виктория Растыкус, Елена Пешехонова (Бояркина), Татьяна Рытенко (Белькова), Жудитт-Флорес Яловая. По ходу чемпионата к «Тулице» присоединились Татьяна Шаманаева и Дарья Немова. С таким составом тульская команда не встретила проблем с решением задачи по выходу в высшую лигу «А», одержав за сезон 27 побед в 30 матчах.
В сезоне 2019—2020 «Тулица» заняла 2-е место в высшей лиге «А» и после расширения суперлиги до 14 команд получила путёвку в главный дивизион чемпионата России.

## Воспитанницы тульского волейбола
В Туле начинали свои занятия волейболом заслуженные мастера спорта:
- Ирина Кириллова (олимпийская чемпионка 1988, чемпионка мира 1990, чемпионка Европы 1989, 5-кратная чемпионка СССР в составе «Уралочки»);
- Елена Чеснокова-Андреюк (олимпийская чемпионка 1980, чемпионка Европы 1979, 7-кратная чемпионка СССР в составе «Уралочки»);
- Татьяна Кошелева (чемпионка мира 2010, двукратная чемпионка Европы, двукратная чемпионка России).

## Результаты в чемпионатах России
| Сезон     | Название команды | Лига                            | Место |
| --------- | ---------------- | ------------------------------- | ----- |
| 1992/93   | «Буревестник»    | Первая лига                     | 3     |
| 1993/94   | ТСТ              | Высшая лига «Б»                 | 14    |
| 1994/95   | ТСТ              | Высшая лига «Б»                 | 10    |
| 1995/96   | «Тулица-Туламаш» | Высшая лига «Б»                 | 3     |
| 1996/97   | «Тулица-Туламаш» | Высшая лига                     | 7     |
| 1997/98   | «Тулица-Туламаш» | Высшая лига                     | 6     |
| 1998/99   | «Тулица-Туламаш» | Высшая лига (зона «Европа»)     | 5     |
| 1999/2000 | «Тулица-Туламаш» | Высшая лига (зона «Европа»)     | 9     |
| 2000/01   | «Тулица-Туламаш» | Высшая лига                     | 5     |
| 2001/02   | «Тулица-Туламаш» | Высшая лига «А»                 | 1     |
| 2002/03   | «Тулица-Туламаш» | Суперлига                       | 9     |
| 2003/04   | «Тулица-Туламаш» | Суперлига                       | 12    |
| 2004/05   | «Тулица-Туламаш» | Высшая лига «А»                 | 3     |
| 2005/06   | «Тулица»         | Суперлига                       | 8     |
| 2006/07   | «Тулица»         | Суперлига                       | 12    |
| 2007/08   | «Тулица»         | Высшая лига «Б» (зона «Европа») | 6     |
| 2008/09   | «Тулица»         | Высшая лига «Б» (зона «Европа») | 7     |
| 2016/17   | «Тулица»         | Высшая лига «Б»                 | 1     |
| 2017/18   | «Тулица»         | Высшая лига «А»                 | 6     |
| 2018/19   | «Тулица»         | Высшая лига «А»                 | 3     |
| 2019/20   | «Тулица»         | Высшая лига «А»                 | 2     |
| 2020/21   | «Тулица»         | Суперлига                       | 11    |
| 2021/22   | «Тулица»         | Суперлига                       | 5     |
| 2022/23   | «Тулица»         | Суперлига                       | 7     |
| 2023/24   | «Тулица»         | Суперлига                       | 7     |
| 2024/25   | «Тулица»         | Суперлига                       | 9     |

## Волейбольный клуб «Тулица»
Президент — Николай Терехов, директор — Валерий Московский.
В структуру клуба входят женские команды «Тулица» (суперлига) и «Тулица»-2 (молодёжная лига).

## Сезон 2024—2025

### Переходы
- Пришли: Ж.Синкевич («Локомотив»), В.Боброва, П.Беликова (обе — «Протон»), А.Жукова («Динамо» Краснодар), В.Велисевич («Енисей»), В.Архипова («Спарта»), главный тренер Алексей Бабешин.
- Ушли: О.Юрьева, О.Ефимова, Е.Ефимова, Н.Смирнова, А.Николенко, Е.Тимошкова, Н.Слаутина, Н.Касаткина, главный тренер А.Подкопаев.
- Дозаявлены: Э.Мартинес Луис, А.Кондрашова.
- Отзаявлена: Е.Мишагина.

### Состав
| №  | Имя, фамилия                  | Год рождения | Рост | Амплуа      | Гражданство |
| -- | ----------------------------- | ------------ | ---- | ----------- | ----------- |
| 1  | Виктория Велисевич            | 1996         | 190  | центральная | Россия      |
| 2  | Эвилания Мартинес Луис        | 2000         | 185  | нападающая  | Куба        |
| 3  | Жанна Синкевич                | 1994         | 178  | нападающая  | Россия      |
| 4  | Анастасия Станкевичуте        | 1998         | 165  | либеро      | Россия      |
| 6  | Полина Беликова               | 1999         | 190  | центральная | Россия      |
| 7  | Полина Ковалёва               | 2006         | 188  | нападающая  | Россия      |
| 9  | Алёна Кондрашова              | 1997         | 180  | связующая   | Россия      |
| 10 | Вероника Распутная (Архипова) | 2001         | 178  | связующая   | Россия      |
| 11 | Анна Прасолова                | 1999         | 190  | центральная | Россия      |
| 17 | Наталья Някина                | 1991         | 175  | либеро      | Россия      |
| 20 | Виктория Боброва              | 1997         | 187  | нападающая  | Россия      |
| 25 | Ксения Лебёдкина              | 2002         | 182  | нападающая  | Беларусь    |
| 27 | Анастасия Жукова              | 1997         | 181  | нападающая  | Россия      |
| 30 | Софья Ротастикова             | 2005         | 194  | центральная | Россия      |

- Главные тренеры — Алексей Бабешин (до декабря); Алексей Лазневой.
- Старший тренер — Анастасия Терехова.
- Тренеры — Виталий Старов, Данила Московский, Николай Душкин.
- Тренер-статистик — Михаил Конорев.